# Rimmer og dopper
Rimmer og dopper er en naturtype som forekommer på det marine forland i Vendsyssel. Dette landskab er et levn fra et tidligere lavvandet strandområde med en meget lille hældning. Under sådanne forhold vil bølgerne bevirke en samling af materiale i form af revler under vandet og barrierer, der rager op over havoverfladen. Sker der en regression (at vandstanden bliver lavere), vil de processer, der skabte barrieren, stoppe, og en ny barrieredannelse vil kunne starte, men i et lidt lavere niveau end før. Sker der en ny transgression (havstigning), vil barrieren blive flyttet indad. Der vil derved blive dannet et bølget, fladt landskab af sandrygge, som kan strække sig over mange kilomenter. Sandryggene, der kaldes "rimmer", kan blive forstærkede af klitdannelser, mens de mellemliggende lavninger, der kaldes "dobber", vil blive fugtprægede og fremtræde som moseområder.
Rimme-doppe-strukturerne er oftest 10-100 m brede og med højdeforskelle på 1-8 meter. Rimmerne består af klit- og strandsand, mens dopperne præges af tørvedannelse.
De rimmer, der stadig findes, er ofte præget af hedevegetation eller selvsåede træer og buske, mens der i dopperne ofte findes gamle tørvegrave og engarealer .
De største arealer med landskabstypen rimmer og dopper i Danmark findes i det nordlige Jylland, på Jerup Hede, nordvest for Jerup, 13 km nordvest for Frederikshavn, men også på Grenen finder man naturtypen .